# Dices Que He Sido Infiel
Dices Que He Sido Infiel è un singolo discografico di Alice pubblicato in Spagna nel 1978.

## Tracce
1. Dices Que He Sido Infiel – 5:30 (testo: Luis Gómez Escolar – musica: Renato Brioschi e Stefano D'Orazio)
2. Sempre tu sempre di più – 3:58 (Massimo Guantini e Stefano D'Orazio)